# شرفات

شرفات قرية فلسطينية تم احتلالها عام 1967، تطل على مدينة القدس وتبعد عنها 5 كم، ترتفع 750م فوق سطح البحر، ويمر خط الهدنة الإسرائيلي – العربي (حدود عام 1948) على بعد 300م من القرية. تقع غرب بيت صفافا وشمال بيت جالا ويحدها من عدة جهات مستوطنة جيلو والتي أُقيمت على اراضي القرية واراضي بيت جالا. شرفات هي إحدى قرى بني حسن التسع بالإضافة إلى صوبا، المالحة، الولجة، الجورة، بتّير، بيت صفافا خربة اللوز، صطاف. يبلغ عدد سكانها ما يقارب 1500 نسمة ومساحة الأراضي مع بيت صفافا 5750 دونم وأغلب السكان جنسيتهم فلسطينية 1967 وهي تعتبر من القرى القديمة في القدس حيث يوجد فيها مسجد مقام البدرية والذي ذكر في كتاب انس الجليل من القدس إلى الخليل المجلد الثاني وذكر ان رجل صالحا ينحدر من نسل سيدنا علي بن أبي طالب (رضي الله عنه) ويُدعّون آل بدر ويذكر انه اتى هو وعائلته وحول بعض سكان القرية الذين كانو ينتمون إلى الدين المسيحي إلى الإسلام بينما هاجر معظمهم إلى قرى قريبة وأيضا من المعالم الاثرية في شرفات قصر العلمي والذي يعود إلى عائلة العلمي أحد اعرق العائلات المقدسية والذي تم تحويله إلى رياض أطفال وحضانة; وتمتاز شرفات بالجبال والاودية المحيطة بها.
في العام 1951 اقتحمت القرية الحدودية قوة جنود إسرائيلية وارتكبت مذبحة أسفرت عن سقوط عشرة شهداء (رجلين عجوزين، وثلاث نساء، وخمسة أطفال). كما أسفرت عن وقوع ثمانية جرحى، جميعهم من النساء والأطفال.

## اعتداءات إسرائيلية
- في 24 يناير 2020، أقدم مستوطنون إسرائيليون على اضرام النار في مسجد القرية، كما كتبوا شعارات عنصرية ضد العرب والمسلمين على جدران المسجد احتجاجًا على إخلاء بؤرة كومي أوري الاستيطانية قرب مستوطنة يتسهار شمال الضفة الغربية.[7][8][9][8]